# Schweizerischer Turnverband
Der Schweizerische Turnverband (STV) ist der Dachverband der Kantonal-/Regionalverbände und Turnvereine. Sein Sitz befindet sich in Aarau. Er ist Mitglied von Swiss Olympic Association.
Der 1985 in der heutigen Form hervorgegangene Schweizerische Turnverband ist mit seinen rund 360‘000 Mitgliedern nicht nur der grösste polysportive Verband der Schweiz, sondern auch der älteste. Seine Ursprungsverbände waren der Eidgenössische Turnverein ETV (Gründungsjahr 1832) und der Schweizerische Frauenturnverband SFTV (Gründungsjahr 1908). Der STV gehört zu den bedeutendsten und essenziellsten Sportorganisationen der Schweiz.
Der STV fördert gezielt den Spitzensport (Kunstturnen, Rhythmische Gymnastik und Trampolin) ebenso wie den Breitensport (Aerobic, Gymnastik, Gerätturnen, Leichtathletik, Nationalturnen, Rhönrad, Faustball, Indiaca, Korbball, Volleyball, Parkour und Turnen). Zudem vertritt er die Interessen seiner Mitglieder gegenüber Sport, Politik und Wirtschaft. 
Der STV gliedert sich in 30 Mitgliederverbände.

## Name
- Französisch: Fédération suisse de gymnastique (FSG)
- Italienisch: Federazione svizzera di ginnastica (FSG)
- Rätoromanisch: Federaziun svizra da gimnastica (FSG)
- Englisch: Swiss Gymnastics Federation (SGF)

## Geschichte

Logo des ETVs

Das Anfang des 19. Jahrhunderts aus national-völkischen Motiven unter Friedrich Ludwig Jahn in Preussen entstandene Turnen fand seinen Weg auch in die Schweiz. Insbesondere von Studenten des Zofingervereins wurde das Turnen in ihren Verbindungen praktiziert. Durch die im Gebiet des deutschen Bundes erlassene Turnsperre von 1820 emigrierten etliche Turner in die Schweiz, wo sie an Mittelschulen eine Anstellung fanden (Chur, Luzern, Solothurn, St. Gallen, Hofwil, Genf) und so das Turnwesen verbreiteten (siehe Demagogenverfolgung). Nach und nach entstanden aber auch nicht akademische Turnvereine, so dass die jährlichen Zusammenkünfte der «Zofinger» nicht mehr ausreichten. Im Zuge der liberalen Julirevolution von 1830 in Frankreich schlossen sich die in der Schweiz bestehenden Turnvereine anlässlich des ersten Eidgenössischen Turnfestes von 1832 zum Eidgenössischen Turnverein (ETV) zusammen.
Zwar wurde in den ersten Statuten noch kein Vereinszweck festgehalten, doch waren die Turn- wie auch die Sänger- und Schützenvereine Orte politischer «Massenbewegungen». Der Kader der Freisinnig-Demokratischen Partei der Schweiz konnte hier seine liberal gesinnte Basis mobilisieren, die für die Gründung des Bundesstaates eintrat. Dies stand ganz im Widerspruch zur selbsterklärten politischen Neutralität. Dass dem bis zum Zweiten Weltkrieg nicht so war, beweisen unter anderem auch die Vereinigung der katholischen Turner ausserhalb des ETV im Schweizerischen Katholischen Turnverein (heute Sportunion) im Jahre 1918 und die Abspaltung der proletarischen Turner vom bürgerlich-nationalen ETV sowie ihre Vereinigung im Schweizerischen Arbeiter-Turn- und Sportverband (SATUS) im Jahre 1922. Auch der Vereinszweck in den 1907 gültigen Statuten lässt mit dem Hinweis auf die «nationale […] Erziehung der schweizerischen Jugend» aus heutiger Sicht keine politisch neutrale Haltung erkennen.
Durch die in der Schweiz erfolgreiche Revolution im Jahre 1848 (siehe Sonderbundskrieg, Gründung des Schweizerischen Bundesstaates) obsiegten nicht nur die liberalen Grundwerte (siehe Europäische Revolutionen 1848/1849). Der ETV avancierte für den Staat durch sein turnerisches Know-how in Fragen der Leibeserziehung zu einem regelrechten «Kompetenzzentrum». Zur Umsetzung des obligatorischen Turnunterrichtes für Knaben an den Volksschulen als Wehrvorbereitung im Jahre 1874 rief der Bundesrat mit der Eidgenössischen Turnkommission (ETK) ein persönliches Beratungsorgan ins Leben, in der hauptsächlich Vertreter des Turnvereins (z. B. der Schweizer Turnvater Johannes Niggeler) und Turnlehrer Einsitz nahmen. Zudem bestand nicht nur zwischen dem ETV und der Turnkommission eine enge personelle Verflechtung, sondern auch zwischen dem ETV und dem Schweizerischen Turnlehrerverband (STLV, heute Schweizerischer Verband für Sport in der Schule). Daraus resultierte, dass sich die Turner in ihrem Selbstverständnis als eine wesentliche «Staatsstütze» verstanden.
Die Anfang des 20. Jahrhunderts zunehmende Popularität der sportlichen Wettkampfidee stellte den ETV vor grosse Probleme. Zum einen stand sie konträr zur nationalen Ideologie der Turner und zum anderen vermochte gerade der Sport die Jugend für sich zu gewinnen (siehe Geschichte des Sports). So sagte der ETV im Jahre 1920 noch unter Protest der welschen Turner eine Teilnahme an den Olympischen Spielen ab, wo er sich hingegen vier Jahre später dem Popularitätsverdikt beugen musste und eine Mannschaft nach Paris schickte. Aus den gleichen Motiven fand der Beitritt zum Internationalen Turnerbund (Fédération Internationale de Gymnastique) ebenfalls erst nach langjähriger Ablehnung im Jahre 1921 statt.
Der Konkurrenzdruck des Sportes veranlasste den ETV zugleich auch sein Turnprogramm zu erweitern (die Leichtathletik, kleine und grosse Spiele wie „Ball-über-die-Schnur“ und Handball wurden in den 1910er und 1920er Jahren eingeführt), weshalb es in den 1920er Jahren innerhalb des Vereins zu einem Streit zwischen den Geräteturner, die sich von den Veränderungen bedroht fühlten, und den Leichtathleten kam. Infolge dieses Streites kam es zur Gründung von zwei Unterverbänden: der Eidgenössischen Kunstturnverband und der Eidgenössischen Leichtathletikverband. Der Eidgenössischer Leichtathletikverband ging 1971 aus dem Zusammenschluss mit dem Schweizerischer Amateur-Leichtathletik-Verband im Schweizerischer Leichtathletik-Verband, der 1958 aus der Aufspaltung des Schweizerischen Fussball- und Athletik-Verbandes in Fussballer, die fortan durch den Schweizerischen Fussballverband vertreten wurden, und Leichtathleten entstand, auf. Zudem musste sich das Turnen gegenüber den Frauen öffnen, weshalb der Schweizerische Frauenturnverband 1908 als Unterverband ins Leben gerufen wurde. Dieser Schritt ist auch als eine Reaktion auf die Emanzipation der Frauen zu bewerten, da durch die Protegierung des Frauenturnens nicht nur das Turnprogramm aus physiologischen und somit gesundheitlichen Gründen dem «defizitären» weiblichen Körperbau angepasst werden musste (siehe Eugenik), sondern insbesondere der turnerischen Gleichstellung Einhalt geboten werden konnte (es bestand offiziell bis in die 1970er Jahre ein Wettkampfverbot für die Turnerinnen).
Die Popularität des Sportes führte in der ersten Hälfte des 20. Jahrhunderts zur Gründung etlicher Sportvereine, zur Erweiterung der Eidgenössischen Turnkommission zur Turn- und Sportkommission und zur Aufnahme von Sportspielen (insbesondere des Fussballspiels) in den schulischen Lehrplan. Mit dieser Entwicklung büsste der ETV seine einstige «Monopolstellung in der Erziehung durch Leibesübungen» ein. Durch die zunehmenden Militarisierung in den 1930er und in der ersten Hälfte der 1940er Jahre konnte der ETV seine Stellung in der Gesellschaft zwar kurzfristig wieder etwas ausbauen, doch änderte dies nichts an der langfristigen Entwicklung (es bestand die Hoffnung, dass es zu einem obligatorischen militärischen Vorunterricht gekommen wäre, der dann insbesondere der ETV ausgeführt hätte – 1942 wurde diese Idee vom Schweizer Volk in einer Referendumsabstimmung jedoch verworfen).
Nach dem Zweiten Weltkrieg wurde das Turnen «versportet». Turnen, respektive das Gerätturnen, wurde vermehrt als eine Sportart unter vielen betrachtet. Diese Entwicklung bot aber auch neue Chancen, die der Verein zu nutzen wusste. Durch den Abbau der Spannungen zum Sportwesen konnte er sich entkrampft dem Spitzen- und dem Breitensport zuwenden. Dies war auf Grund der gesellschaftlichen Veränderungen in der Nachkriegsära auch notwendig. Denn die «Konsumgesellschaft» führte sowohl zur Kommerzialisierung und Professionalisierung des Sportes, sowie auch zur Entstehung von immer mehr Freizeitangeboten, gegen diese sich der ETV zu behaupten hatte. Gerade dieser Konkurrenzkampf im Freizeitmarkt liess die Turner innovativ werden. So gehören heute Aerobic und der Gesundheitssport ebenso zum «Turnprogramm» wie das Gerätturnen und die Leichtathletik. Im Zuge dieser Entwicklung scheint es nur konsequent zu sein, dass im Jahre 1985 der ETV und der Frauenturnverband zum Schweizerischen Turnverband (STV) fusionierten und dadurch die Turnerinnen zu gleichwertigen Partnerinnen aufstiegen. In der Zeit nach dem Zweiten Weltkrieg konnte sich der Turnverein, respektive der Turnverband, als polysportive Breitensportorganisation seinen festen Platz in der Schweizer Sportlandschaft sichern und im Jahre 2007 seinen 175. Geburtstag feiern.

## Nationalkader 2024

### Kunstturnen

#### Frauen
Nationalkader B
- Lena Bickel

Nationalkader C
- Caterina Cereghetti
- Lilli Habisreutinger
- Stefanie Siegenthaler
- Anina Wildi
- Anny Wu

#### Männer
Nationalkader A
- Christian Baumann
- Luca Giubellini
- Florian Langenegger
- Noe Seifert
- Taha Serhani

Nationalkader B
- Andrin Frey
- Benjamin Gischard
- Moreno Kratter
- Dominic Tamsel

Nationalkader C
- Matteo Giubellini
- Jan Imhof
- Henji Mboyo
- Luca Murabito
- Marco Pfyl
- Mattia Piffaretti
- Tim Randegger
- Ian Raubal
- Samir Serhani

### Rhythmische Gymnastik
Nationalkader C
- Livia Maria Chiariello
- Norah Demierre
- Lauren Grüniger

### Trampolin
Aktuell keine Athletinnen und Athleten im Elite-Nationalkader.

## Medaillengewinner bei Olympischen Spielen, Welt- und Europameisterschaften

### Kunstturnen, Männer
|                                                         | Olympische Spiele | Weltmeisterschaften | Europameisterschaften                                   |
| ------------------------------------------------------- | --- | --- | ------------------------------------------------------- |
| Benjamin Gischard (TV Herzogenbuchsee)                  | | | 2021: 2. (Boden)                                        |
| Pablo Brägger (STV Oberbüren)                           | | | 2017: 1. (Reck) 2015: 3. (Boden)                        |
| Oliver Hegi (STV Lenzburg)                              | | | 2018: 1. (Reck) 2018: 3. (Barren) 2017: 2. (Reck)       |
| Christian Baumann (STV Lenzburg)                        | | | 2021: 3. (Barren) 2016: 3. (Pferd) 2015: 2. (Barren)    |
| Lucas Fischer (STV Lenzburg)                            | | | 2013: 2. (Barren)                                       |
| Christoph Schärer (TV Zäziwil)                          | | | 2006: 3. (Reck) 2004: 3. (Reck)                         |
| Dieter Rehm (TV Samstagern)                             | | 1999: 3. (Sprung) | 1998: 3 (Sprung) 1996: 2. (Sprung)                      |
| Donghua Li (BTV Luzern)                                 | 1996: 1. (Pauschenpferd) | 1996: 2. (Pauschenpferd) 1995: 1. (Pauschenpferd) 1994: 3. (Pauschenpferd)                                                                    | 1996: 1. (Pferd)                                        |
| Daniel Giubellini (TV Meilen)                           | | | 1990: 1. (Barren)                                       |
| René Plüss (TV Glarus Alte Sektion)                     | | | 1990: 2. (Reck)                                         |
| Sepp Zellweger (St. Margrethen)                         | | | 1983: 3. (Ringe)                                        |
| Roland Hürzeler (BTV Luzern)                            | | | 1971: 3. (Reck)                                         |
| Ernst Fivian (BTV Luzern)                               | | | 1961: 3. (Sprung) 1959: 1. (Boden) 1959: 3. (Sprung)    |
| Max Benker-Bernegger (TV Alte Sektion Zürich)           | | | 1957: 3. (Mehrkampf) 1957: 2. (Pferd) 1957: 3. (Barren) |
| Jack Günthard (TV ZH Neumünster, STV Luzern, Männedorf) | 1952: 1. (Reck) | | 1957: 1. (Barren & Reck)                                |
| Josef Stalder (BTV Luzern)                              | 1952: 3. (Zwölfkampf) 1952: 3. (Barren) 1952: 2. (Reck) 1948: 1. (Reck) 1948: 3. (Barren)                                     | 1954: 2. (Barren & Pauschenpferd) 1950: 1. (Freiübung, Pauschenpferd & Boden) 1950: 3. (Reck)                                                 |                                                         |
| Walter Lehmann (Richterswil)                            | 1948: 2. (Zwölfkampf) 1948: 2. (Reck)                                                                                         | 1950: 1. (Mehrkampf & Ringe) 1950: 3. (Sprung, Reck & Pauschenpferd)                                                                          |                                                         |
| Karl Frei (TV Regensdorf)                               | 1948: 1. (Ringe) | |                                                         |
| Marcel Adatte (TV Alte Sektion Zürich)                  | | 1950: 2. (Mehrkampf & Pauschenpferd) |                                                         |
| Ernst Gebedinger (Winterthur-Hegi)                      | | 1950: 1. (Boden & Sprung) |                                                         |
| Hans Eugster (BTV Luzern)                               | 1952: 1. (Barren) 1952: 3. (Ringe)                                                                                            | 1950: 1. (Barren) 1950: 3. (Ringe) |                                                         |
| Christian Kipfer                                        | 1948: 3. (Barren) | |                                                         |
| Eugen Mack (Basel-Bürger)                               | 1936: 2. (Zwölfkampf) 1936: 3. (Boden) 1936: 2. (Pferdsprung) 1936: 2. (Pauschenpferd) 1928: 1. (Pferdsprung) 1928: 3. (Reck) | 1938: 3. (Mehrkampf) 1938: 1. (Sprung) 1938: 2. (Boden) 1934: 1. (Mehrkampf, Pauschenpferd, Sprung & Barren) 1934: 2. (Boden) 1934: 3. (Reck) |                                                         |
| Michael Reusch (Bern-Bürger)                            | 1948: 2. (Ringe) 1948: 1. (Barren) 1936: 2. (Barren)                                                                          | 1938: 1. (Barren, Reck & Pauschenpferd) 1938: 3. (Ringe)                                                                                      |                                                         |
| Walter Beck                                             | | 1938: 2. (Sprung & Reck) |                                                         |
| Hans Nägeli                                             | | 1938: 2. (Sprung) |                                                         |
| Leo Schürmann (TV Zürich Neumünster)                    | | 1938: 3. (Pauschenpferd) |                                                         |
| Giorgio (Georges) Miez (Chiasso, TV Töss)               | 1936: 1. (Boden) 1932: 2. (Boden) 1928: 1. (10-Kampf) 1928: 2. (Pauschenpferd) 1928: 1. (Reck)                                | 1934: 1. (Boden) 1934: 2. (Reck) |                                                         |
| Eduard Steinemann (Flawil)                              | | 1934: 2. (Pauschenpferd & Sprung) |                                                         |
| Josef Walter (TV Alte Sektion Zürich)                   | 1936: 2. (Boden) | 1934: 2. (Barren) |                                                         |
| Albert Bachmann (BTV Luzern)                            | 1936: 3. (Pauschenpferd) | |                                                         |
| Walter Bach (TV Alte Sektion Zürich)                    | | 1934: 3. (Barren) |                                                         |
| Hermann Hänggi (Burgdorf-Bürger)                        | 1928: 1. (Pauschenpferd) 1928: 3. (Barren)                                                                                    | |                                                         |
| August Güttinger (Veltheim)                             | 1924: 1. (Barren) 1924: 3. (Tauhangeln)                                                                                       | |                                                         |
| Jean Gutweninger (Arbon)                                | 1924: 2. (Reck & Pauschenpferd)                                                                                               | |                                                         |
| Josef Wilhelm (Chur-Bürger)                             | 1924: 1. (Pauschenpferd) | |                                                         |
| Antoine Rebetez (La Chaux-de-Fonds)                     | 1924: 3. (Pauschenpferd) | |                                                         |
| Adolf Spinnler (Liestal)                                | 1904: 3. (6-Kampf) 1904: 1. (Dreikampf)                                                                                       | |                                                         |
| Louis Zutter (Neuchâtel)                                | 1896: 2. (Barren & Pferdsprung) 1896: 1. (Pauschenpferd)                                                                      | |                                                         |

#### Teamwertungen
|      | Olympische Spiele | Weltmeisterschaften                                                               | Europameisterschaften                                                             |
| ---- | --- | --------------------------------------------------------------------------------- | --------------------------------------------------------------------------------- |
| 2016 | |                                                                                   | 3. (Christian Baumann, Pablo Brägger, Benjamin Gischard, Oliver Hegi, Eddy Yusof) |
| 1954 | | 3.                                                                                |                                                                                   |
| 1952 | 2. (Josef Stalder, Hans Eugster, Jean Tschabold, Jack Günthard, Melchior Thalmann, Ernst Gebendinger, Hans Schwarzentruber, Ernst Fivian) |                                                                                   |                                                                                   |
| 1950 | | 1. (Josef Stalder, Walter Lehmann, Marcel Adatte, Ernst Gebedinger, Hans Eugster) |                                                                                   |
| 1948 | 2. (Walter Lehmann, Josef Stalder, Christian Kipfer, Emil Studer, Robert Lucy, Michael Reusch, Melchior Thalmann, Karl Frei)              |                                                                                   |                                                                                   |
| 1938 | | 2. (Eugen Mack, Michael Reusch, Leo Schürmann, Walter Beck, Hans Nägeli)          |                                                                                   |
| 1936 | 2. (Eugen Mack, Michael Reusch, Edi Steinemann, Walter Bach, Albert Bachmann, Georges Miez, Josef Walter, Walter Beck)                    |                                                                                   |                                                                                   |
| 1934 | | 1. (Eugen Mack, Giorgio Miez, Eduard Steinemann, Josef Walter, Walter Bach)       |                                                                                   |
| 1928 | 1. (Georges Miez, Hermann Hänggi, Eugen Mack, Melchior Wezel, Edi Steinemann, August Güttinger, Hans Grieder, Otto Pfister)               |                                                                                   |                                                                                   |
| 1924 | 3. (August Güttinger, Jean Gutweniger, Hans Grieder, Georges Miez, Josef Wilhelm, Otto Pfister, Carl Widmer, Antoine Rebetez)             |                                                                                   |                                                                                   |

### Kunstturnen, Frauen
|                                                | Olympische Spiele | Weltmeisterschaften | Europameisterschaften |
| ---------------------------------------------- | ----------------- | ------------------- | --- |
| Giulia Steingruber (TZ Fürstenland, TV Gossau) | 2016: 3. (Sprung) | 2017: 3. (Sprung)   | 2021: 1. (Sprung) 2016: 1. (Sprung & Boden) 2015: 1. (Mehrkampf) 2015: 2. (Sprung) 2015: 3. (Boden) 2014: 1. (Sprung) 2014: 3. (Boden) 2013: 1. (Sprung) 2012: 3. (Sprung) |
| Ariella Kaeslin (BTV Luzern)                   |                   | 2009: 2. (Sprung)   | 2011: 3. (Sprung) 2009: 3. (Mehrkampf) 2009: 1. (Sprung) |

### Trampolin
|      | Olympische Spiele | Weltmeisterschaften                                                                            | Europameisterschaften                                                                     |
| ---- | ----------------- | ---------------------------------------------------------------------------------------------- | ----------------------------------------------------------------------------------------- |
| 2014 |                   |                                                                                                | 3. Nicolas Schori/Simon Progin (Männer, Synchron)                                         |
| 2007 |                   | 3. Michel Boillet/Ludovic Martin (Männer, Synchron)                                            |                                                                                           |
| 2005 |                   | 2. Michel Boillet/Ludovic Martin (Männer, Synchron)                                            |                                                                                           |
| 1992 |                   | 1. Ruth Keller, TV Mollis (Frauen, Einzel)                                                     |                                                                                           |
| 1986 |                   | 2. Ruth Schumann-Keller, TV Mollis (Frauen, Einzel)                                            |                                                                                           |
| 1984 |                   | 2. Ruth Schumann-Keller, TV Mollis (Frauen, Einzel)                                            |                                                                                           |
| 1982 |                   | 1. Ruth Keller, TV Mollis (Frauen, Einzel) 3. Jörg Roth/Bernhard Stadelmann (Männer, Synchron) |                                                                                           |
| 1981 |                   |                                                                                                | 2. Ruth Keller, TV Mollis (Frauen, Einzel)                                                |
| 1980 |                   | 1. Ruth Keller, TV Mollis (Frauen, Einzel)                                                     |                                                                                           |
| 1979 |                   |                                                                                                | 1. Ruth Keller, TV Mollis (Frauen, Einzel)                                                |
| 1978 |                   | 2. Gerhard Gass/Jörg Roth (Männer, Synchron) 3. Ruth Keller/Edith Zaugg (Frauen, Synchron)     |                                                                                           |
| 1976 |                   | 3. Ruth Keller (Frauen, Einzel)                                                                |                                                                                           |
| 1973 |                   |                                                                                                | 2. Ruth Keller, TV Mollis (Frauen, Einzel)                                                |
| 1971 |                   |                                                                                                | 2. Urs Bächler/Roland Otzenberger (Männer, Synchron)                                      |
| 1970 |                   | 3. Kurt Höhener/Victor Pircher (Männer, Synchron)                                              |                                                                                           |
| 1969 |                   |                                                                                                | 2. Kurt Höhener, Basel (Männer, Einzel) 2. Kurt Höhener/Victor Pircher (Männer, Synchron) |
| 1967 |                   | 2. Kurt Höhener/Rolf Maurer (Männer, Synchron)                                                 |                                                                                           |

## Zurlinden-Villa

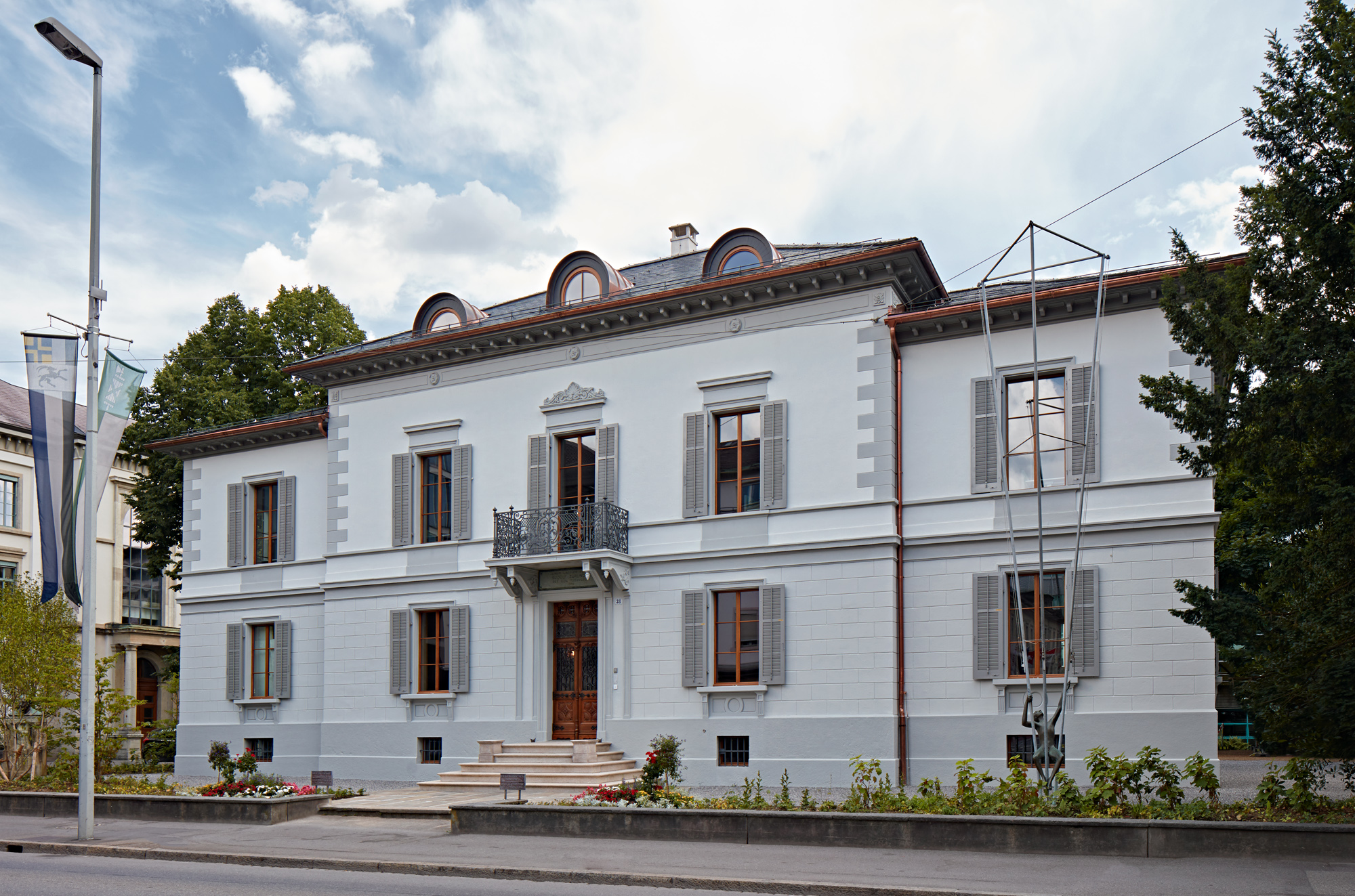
Die Zurlinden-Villa – Geschäftsstelle des STV in Aarau

Die Geschäftsstelle des Schweizerischen Turnverbandes in der Villa Zurlinden in Aarau ist die administrative und organisatorische Drehscheibe des Verbandes. Auf der Geschäftsstelle des STV arbeiten rund 60 Mitarbeiterinnen und Mitarbeiter (inkl. drei Lernenden).
Die Mitte des 19. Jahrhunderts gebaute, spätklassizistische «Villa vor der Stadt» befindet sich an der Bahnhofstrasse 38 (früher Landstrasse) in Aarau. Hinter der schlichten grauen Fassade der einstigen Villa des Zement-Barons Friedrich Rudolf Zurlinden (1851–1932) verbirgt sich hochherrschaftlicher Glanz: reich geschnitztes Wandtäfer und Treppe und eine grossflächige Glasmalerei.
Der Mittelteil des heutigen «Turnerheims» wurde schon zwischen 1850 und 1860 erbaut. Um die Jahrhundertwende wurde das Interieur eingebaut. Nachdem Zurlinden von Aarau weggezogen war, wurde das Haus der Stadt Aarau vermacht. Die Stiftung wurde jedoch mit der Auflage verbunden, dass dem Eidgenössischen Turnverein (seit 1985 der Schweizerische Turnverband) ein lebenslanges Nutzungsrecht zugestanden wird. Nach der Schenkung des Hauses an den Eidgenössischen Turnverein im Jahr 1928 erfolgte eine symmetrische Erweiterung durch seitliche Anbauten. 1963 wurde das Haus unter Denkmalschutz gestellt.
In der einstigen Zurlinden-Villa residiert seit 1930 der Schweizerische Turnverband. In den drei Tagungsräumen finden jährlich rund 500 Sitzungen statt. Zwischen dem Sommer 2016 bis zum Sommer 2017 wurde die Villa einer Totalsanierung unterzogen.

## Anlässe des Schweizerischen Turnverbandes

### Eidgenössisches Turnfest (ETF)
Das Eidgenössische Turnfest ist mit 70'000 Teilnehmern und 300'000 Zuschauern der grösste polysportive Sportanlass der Schweiz und findet alle sechs Jahre statt. Das erste Eidgenössische Turnfest fand 1832 in Aarau statt.

### Swiss Cup Zürich
Der Swiss Cup Zürich ist ein Paarwettkampf im Kunstturnen. 1982 fand der Swiss Cup Zürich zum ersten Mal statt. Bei der Premiere traten acht Paare an. In den Anfangsjahren war der Wettkampf vor allem ein «Must» für das Fachpublikum Kunstturnen. Mittlerweile ist der Swiss Cup Zürich zu einem fixen Termin für viele Sportfans geworden und konnte sich auch als weltweit bekannter Topanlass im Turnsport etablieren. Der Team-Wettkampf im Ausscheidungssystem ist nicht nur für den «Turn-Profi», sondern auch für den Laien eine attraktive und einfach zu verfolgende Wettkampfform. Nachdem der Wettkampf in den ersten Jahren in der Saalsporthalle in Zürich ausgetragen worden war, wechselte der Wettkampf im Jahr 2006 ins Hallenstadion. Seither findet der Wettkampf jährlich in einer der grössten Mehrzweckhallen Europas statt.

### Gymotion
Die Gymotion ist eine Turnshow, bei der sich die besten Turnvereine des Landes einem grossen Publikum präsentieren. Die vielseitigen, hochklassigen Darbietungen der jeweiligen Vereine werden dabei von Live-Musik begleitet. Dabei beteiligen sich rund 400 Turnerinnen und Turner aus der Schweiz. Die Show findet jeweils ebenfalls im Hallenstadion in Zürich statt.